# الکالیا دل پینار
الکالیا دل پینار (به اسپانیایی: Alcolea del Pinar) یک شهرستان در اسپانیا است که در استان گوادالاخارا واقع شده‌است.